# Distribuidor Vial

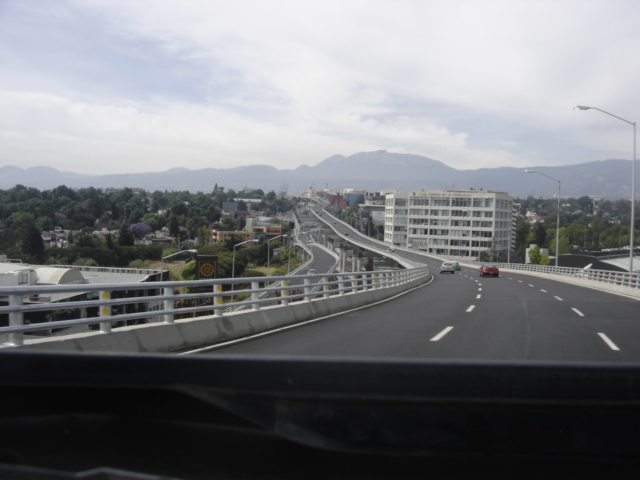
Distribuidor Vial

De Distribuidor Vial is de naam van twee toegangswegen naar Mexico-Stad. De een heet Distribuidor Vial San Antonio, de ander Distribuidor Vial.
Opvallend aan de Distribuidor Vial is dat de wegen uit twee verdiepingen bestaan, waardoor ze in de volksmond beter bekendstaan als Segundo Piso (Tweede Verdieping). De wegen zijn aangelegd tussen 2002 en 2006 en vormden het bekendste project van burgemeester Andrés Manuel López Obrador.